# Servicios marítimo-ferroviarios

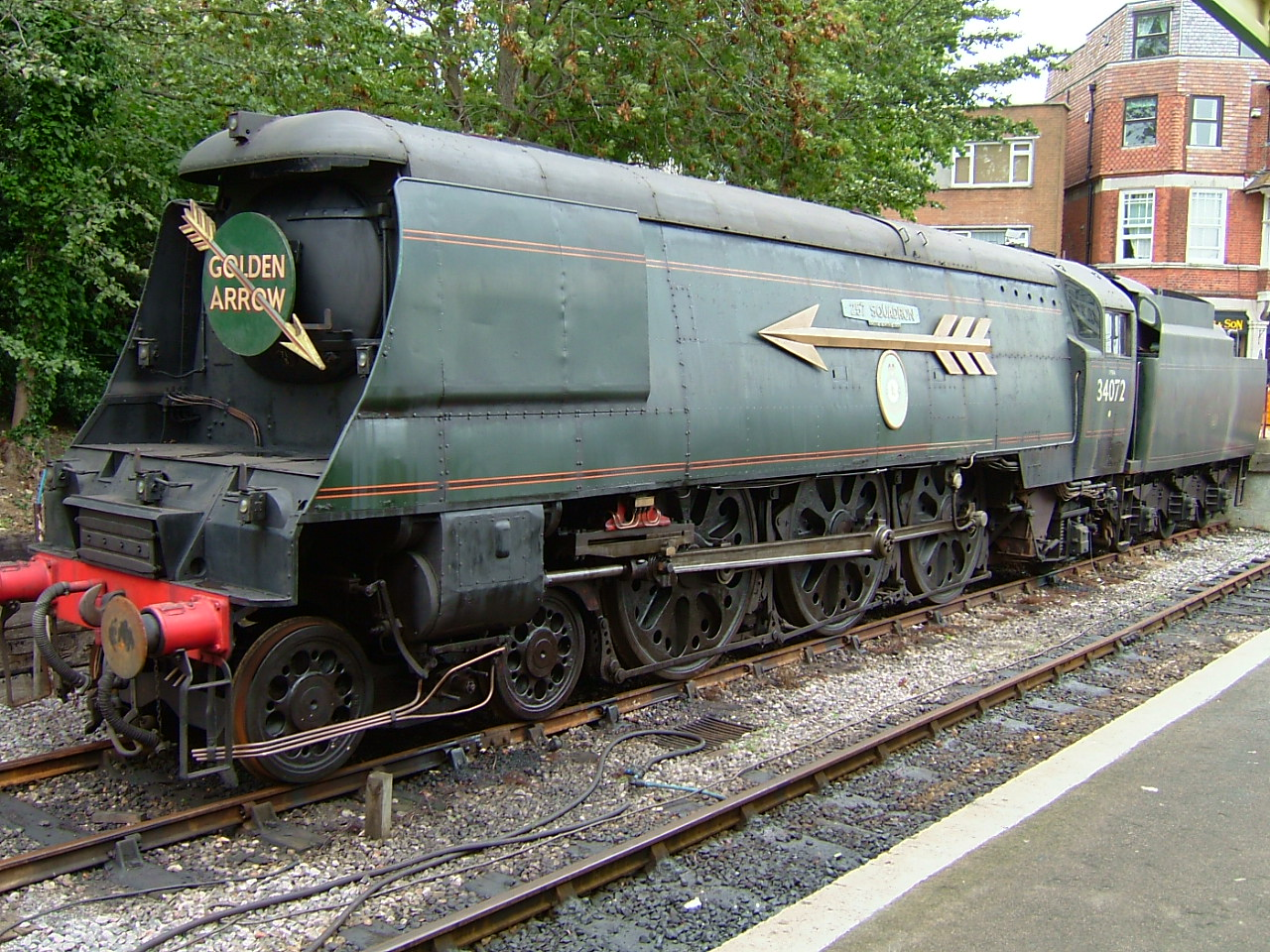
Locomotara Clase Battle of Britain, mostarando el emblema con la Flecha Dorada del servicio que conectaba la Estación Victoria de Londres con los barcos que cruzaban el Canal de la Mancha desde Dover

Los servicios marítimo-ferroviarios son una forma de transporte combinado, en la que trenes de pasajeros especiales (denominados en inglés boat trains) operan de manera coordinada con un puerto, con el propósito específico de hacer conexión con un barco de pasajeros, como un transbordador, transatlántico o crucero. La emisión de billetes para ambos trayectos (ferrocarril y barco) normalmente se realiza de forma conjunta.

## Servicios marítimo-ferroviarios notables con nombre propio
- Admiraal de Ruijter: Estación de Liverpool Street de Londres – Estación Central de Ámsterdam (1987-2006)
- Benjamin Britten: Estación de Liverpool Street de Londres – Estación Central de Ámsterdam (1987–?)
- La Flèche d'Or: (Flecha Dorada), Estación de París Norte – Calais (1929–1972)[1]
- Golden Arrow: Estación Victoria de Londres – Dover (1929–1972)[1]
- The Cunarder:
  - Estación de Waterloo de Londres – Estación de Southampton Terminus (Terminal Oceánica)
  - Estación de Euston de Londres – Estación de Liverpool Riverside
  - Estación Central de Glasgow – Greenock (Muelle de la Princesa)
- Night Ferry: Estación Victoria de Londres – Estación de París Norte / Estación de Bruselas Sur (1936-1980)
- The Statesman: Estación Waterloo de Londres – Muelles de Southampton (Terminal Oceánica)[2]
- The Steam Boat: Toronto – Puerto McNicoll

### Lectura adicional
- Martin, Andrew (5 de octubre de 2004). «Indirect lines». The Guardian (London). Consultado el 28 de marzo de 2013.

- Datos: Q2718982